# Литва на зимових Олімпійських іграх 2010
Литва на зимових Олімпійських іграх 2010 була представлена 6 спортсменами в 3 видах спорту.

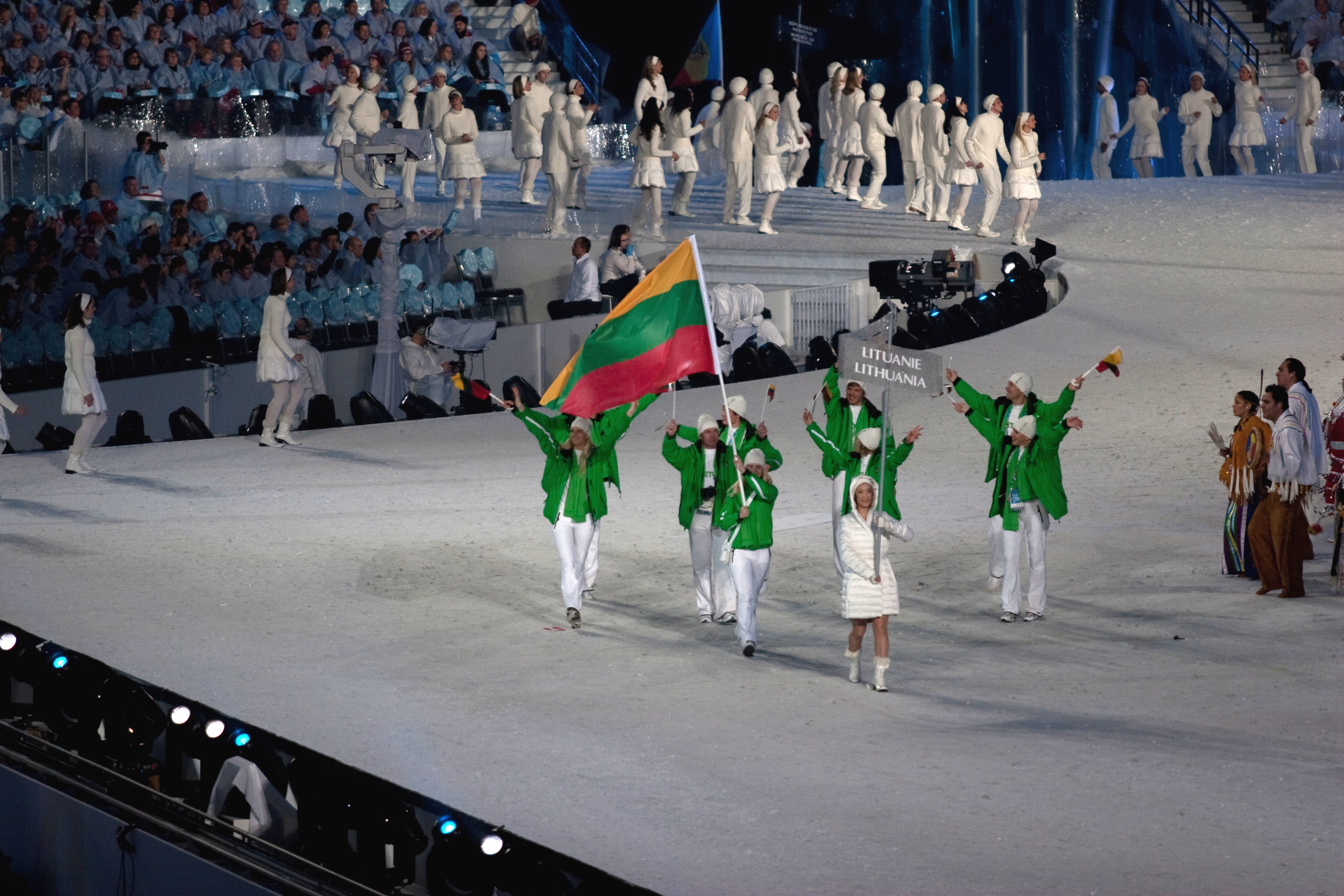
Збірна Литви під час Параду націй на церемонії відкриття Олімпіади